# 肖恩·瓦特曼
肖恩·迈克尔·瓦特曼（英語：Sean Michael Waltman，1972年7月13日—），绰号Syxx、Syxx-Pac，是美国的一位职业摔角手。
瓦特曼出生在美国明尼苏达州明尼阿波利斯。曾拜鲍里斯·马连科、乔·马连科、Masami Soronaka、卡尔·高奇等职业摔角手为师之后，他参加过美国职业摔角和全球摔角联盟，先后夺得了PWA轻重量级冠军和GWF轻重量级冠军。
2004年，肖恩·瓦特曼与另一位女职业摔角手柴娜在北京旅游期间拍摄了性爱录像带。这部录像带后来被整理成成人电影《中国一夜》发布，于2006年1月，获成人影带新闻奖年度最畅销影片。

## 外部連結
- Sean Waltman在互联网电影资料库（IMDb）上的資料（英文）